# 纳国祥
纳国祥（1933年—1998年11月17日），男，回族，云南文山人，中国伊斯兰教人物，曾任中国伊斯兰教协会常委、云南省伊斯兰教协会常务副会长、昆明市伊斯兰教经学院董事会副董事长，第六届全国人大代表，第七、八、九届全国政协委员。